# Vall del Corb
La vall del Corb és el territori que s'estén a banda i banda del riu Corb, al llarg del seu descens des de Rauric fins a Bellpuig. El riu Corb neix a Rauric i desemboca al riu Segre a l'altura de Vilanova de la Barca, tot i que la influència geogràfica, social, econòmica i política de la vall s'estén des de Santa Coloma de Queralt fins a Bellpuig.

## Història de la vall del Corb
Al voltant dels segles IV i III aC es van formar la majoria dels pobles que actualment formen la vall. A Guimerà s'han trobat restes d'un molí ibero-romà i a Santa Maria de la Bovera s'ha trobat restes de ceràmica ibèriques. A l'època romana (s.I) la vall del Corb era el corredor que connectava Barcino amb Ilerda. Al llarg del s. XII l'orde del Cister es va establir a la vall i es van erigir els monestirs de Santa Maria de Vallbona de les Monges, Santa Maria de la Bovera (Guimerà), Vallsanta (Guimerà) i el Pedregal (El Talladell).

## Pobles que formen la vall del Corb
- Rauric
- Llorac
- Albió
- Santa Coloma de Queralt
- Vallfogona de Riucorb
- Guimerà
- Ciutadilla
- Verdú
- Nalec
- Rocafort de Vallbona (Sant Martí de Riucorb)
- Rocallaura
- Vallbona de les Monges
- Llorenç de Vallbona (Sant Martí de Riucorb)
- el Vilet (Sant Martí de Riucorb)
- Sant Martí de Maldà (Sant Martí de Riucorb)
- Els Omells de na Gaia
- Maldà
- Belianes

## Gastronomia
La vall compta amb un conjunt de productes alimentaris de gran qualitat. Hi destaquen el vi, de la Denominació d'Origen Costers del Segre, amb el celler Vallcorb de Verdú, on elaboren dos vins del mateix nom, el Vallcorb blanc, un macabeu jove i el Vallcorb negre, un ull de llebre amb 6 mesos de criança en bóta hongaresa. L'oli d'oliva (amb Denominació d'Origen Protegida les Garrigues). També són típics els embotits, el formatge (com el d'Albió), el pa, la coca de recapte (amb diverses variants) i la pastisseria.

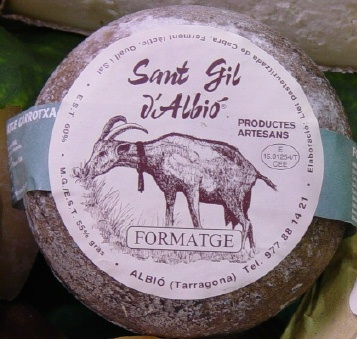
Formatge d'Albió

## Associacions i entitats de la vall del Corb
- Associació Vall del Corb
- BTT Vall del Corb - UEV Vallfogona Arxivat 2018-12-01 a Wayback Machine.
- Guimera.info
- Associació de Joves de Guimerà "Lo Gambairot"
- Celler Carviresa (Vallcorb)
- Revista 'La Peixera' (Membre de l'Associació Vall del Corb)